# Hypermagnesemi
Hypermagnesemi är ett kliniskt tillstånd av för höga nivåer magnesium i kroppen, vilket är en störning i elektrolytbalansen. Hypermagnesemi kan konstateras med urin- eller blodprov; för höga värden tyder som regel på hypermagnesemi.

## Orsaker
Hypermagnesemi är ovanligt, eftersom njurarna oftast kan göra sig av med eventuella överskott. Tillståndet uppkommer därför vanligen vid njursvikt, eller hos personer som tar extra magnesiumtillskott, eller som läkemedelsbiverkning (d.v.s vissa antacida och laxativer), eller på annat iatrogent sätt (t.ex. förekomma vid vissa cancerbehandlingar). Några fåtal gånger beror det på hyperparatyreoidism,  myxödem vid hypotyroidism och acidos vid diabeteskoma.

## Symtom
Hypermagnesemi är inte alltid symtomgivande förrän tillståndet förvärras. Symtombilden är nivårelaterad.
Vid magnesiumförgiftning kan det ses avvikelser från sinusrytmen, andningsdepression, bradykardi, tetani, med mera, tecken som studeras vid misstanke om iatrogen förgiftning.